# Wir Frauen (Zeitschrift)
Wir Frauen (Eigenschreibweise WIR FRAUEN) ist eine vierteljährlich erscheinende deutschsprachige feministische Zeitschrift, die von WIR FRAUEN – Verein zur Förderung von Frauenpublizistik e. V. herausgegeben wird. Die verantwortlichen Redakteurinnen sind zurzeit Gabriele Bischoff, Melanie Stitz und Mechthild Vahsen. Ehrenamtliche Redakteurinnen sind unter anderem die Autorinnen Florence Hervé, Gründerin von Wir Frauen, und Mithu Sanyal.

## Geschichte
Aus dem DFI-Rundbrief (der Zeitschrift der Demokratische Fraueninitiative), der seit 1980 Wir Frauen heißt, entstand 1982 die gleichnamige Zeitschrift mit zunächst sechs Ausgaben im Jahr, zu Themen wie: gleicher Lohn, Berufsverbot, Pazifismus, §218, Lesben, ausländische Frauen in Deutschland, Frauen in anderen Ländern und Kulturen etc. Seit Beginn der 1990er Jahre erscheint Wir Frauen viermal im Jahr, thematisch wird weiterhin ein sehr breites Spektrum behandelt. 1992 wurde der Untertitel „Das feministische Blatt“ hinzugefügt. Zwischen 1992 und 2007 war Wir Frauen an der internationalen Kampagne für die Freilassung der kurdischen Ex-Abgeordneten Leyla Zana beteiligt. Seit 2007 ist Wir Frauen online und es werden regelmäßig Vorträge zu Themen wie etwa „Neuer Feminismus“ abgehalten.
2010 startete die Kampagne „Meine feministische Wahrheit braucht ihren Platz“, in der dazu aufgerufen wurde, die eigene Meinung zum Thema Feminismus zu äußern. Darüber hinaus besteht bei Interesse prinzipiell die Möglichkeit, an der Zeitschrift mitzuwirken: „Auch heute laden die in verschiedenen Netzwerken aktiven Redakteurinnen gezielt Frauen aus ihrem Umfeld ein, Beiträge zu schreiben. Außerdem nehmen Frauen von sich aus Kontakt mit der Redaktion auf.“

## Die Zeitschrift
Wir Frauen steht nach Selbstaussage für einen „linken Feminismus, der mehr will als die Hälfte vom Kuchen und der eine andere, gerechtere Welt für möglich und nötig hält. Wir beziehen uns wertschätzend auf die Vielfalt der Frauenbewegungen […].“ Gemäß dem Namen und dem Slogan: „Unabhängig – radikal – solidarisch“ hält Wir Frauen fest „[…] an einem politischen und solidarischen ‚Wir‘.“